# Districtul Námestovo

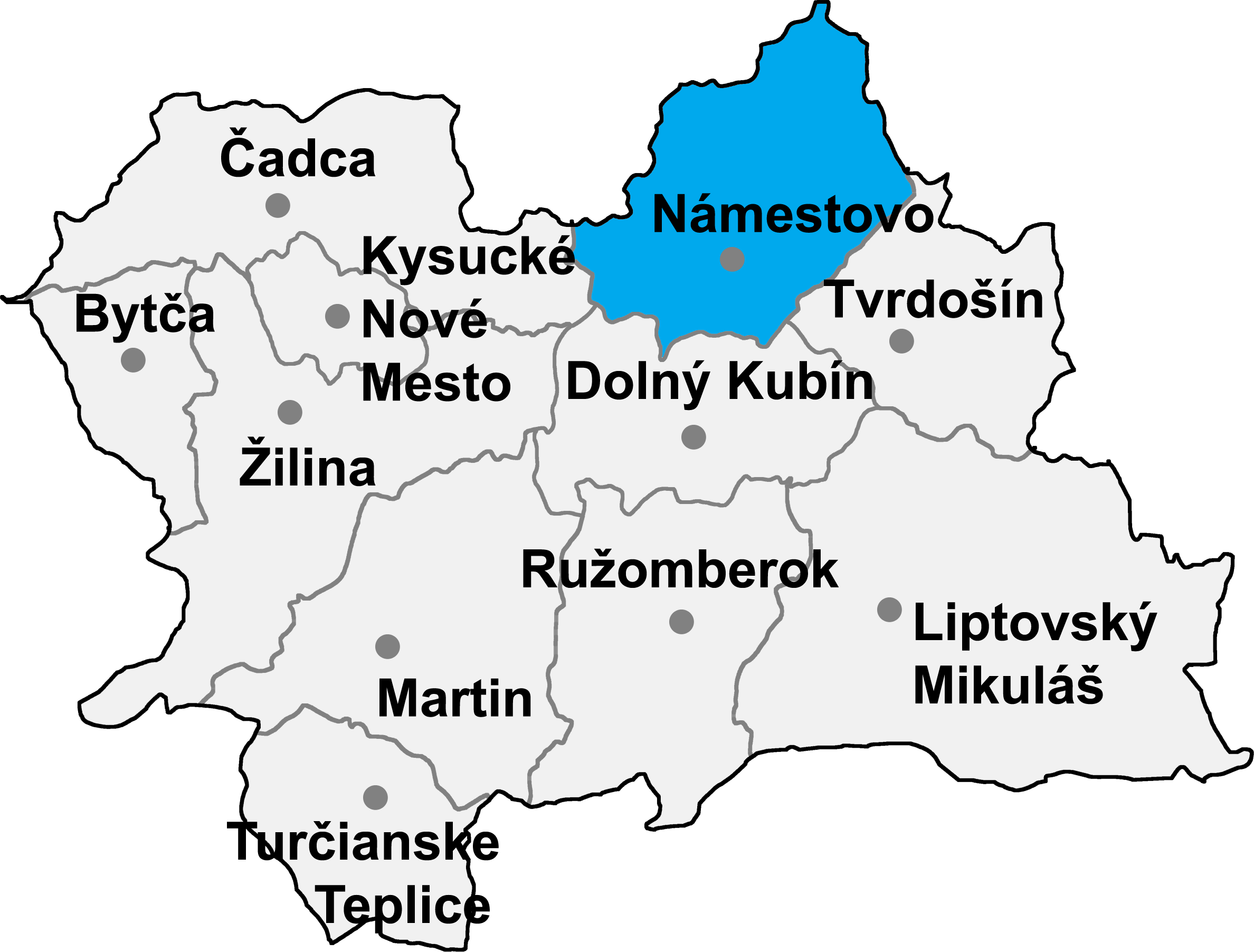
Districtul Námestovo

Districtul Námestovo (okres Námestovo) este un district în Slovacia centrală, în Regiunea Žilina. 

## Demografie
| An:                | 1994   | 2004   | 2014   | 2024   |
| ------------------ | ------ | ------ | ------ | ------ |
| Număr de persoane: | 52.553 | 57.428 | 60.954 | 64.651 |
| Diferență:         |        | +9,27% | +6,13% | +6,06% |

| An:                | 2023   | 2024   |
| ------------------ | ------ | ------ |
| Număr de persoane: | 64.385 | 64.651 |
| Diferență:         |        | +0,41% |

## Comune
- Babín
- Beňadovo
- Bobrov
- Breza
- Hruštín
- Klin
- Krušetnica
- Lokca
- Lomná
- Mútne
- Námestovo
- Novoť
- Oravská Jasenica
- Oravská Lesná
- Oravská Polhora
- Oravské Veselé
- Rabča
- Rabčice
- Sihelné
- Ťapešovo
- Vasiľov
- Vavrečka
- Zákamenné
- Zubrohlava